# Ottawa Rebel
O Ottawa Rebel foi um clube profissional de box lacrosse, sediado em Ottawa, Canadá. O clube disputou a National Lacrosse League, entre 2001 a 2003.

## História
A franquia foi fundada em 2001 e disputaram três temporadas sem um minimo sucesso e poucas vitórias, foram realocados para Edmonton em 2005, e se tornaram o Edmonton Rush.